# 木马剧场
木马剧场，是中国内地先后在北京、杭州等地开办的民营剧场。

## 北京木马剧场
北京木马剧场，位于北京市朝阳区百子湾路苹果社区22艺术院街6-31，于2010年9月15日正式营业。创始人是唐虓珲、苏丹等人。特洛伊木马是希腊神话的开篇，而希腊则是戏剧发源地，木马剧场以木马象征追求戏剧继承和发展。木马剧场用原木为墙体，构成特洛伊木马的腹腔，使观众身处其中。剧场内设235个座位。
2011年10月18日，第三届“风马牛”戏剧节在北京木马剧场举办开幕式，同时木马剧场举办开业一周年庆典。2013年12月，话剧《从前有座庙》在木马剧场上演。2014年初，北京木马剧场停业。2913年创始人之一苏丹离开木马剧场。创始人之一、木马剧场老板唐虓珲则在2013年将工作重心转到杭州。

## 杭州木马剧场
杭州木马剧场，位于浙江省杭州市西湖文化广场新远电影城二楼。2013年11月，杭州木马剧场试营业，共有258个座位。试营业期间，先后推出“看岩井俊二的经典电影”、复古手工包展示、复古市集等活动。2013年11月23日，杭州木马剧场开幕演出话剧《北京的腔调》。